# Hampus Nydenfeldt
Hampus Martin Erik Nydenfeldt, född den 25 december 2005, är en svensk innebandysspelare som spelar för Storvreta och svenska landslaget.
Nydenfeldt har med det svenska landslaget vunnit guld i World Games år 2025. 2025 blev han utsedd till Årets rookie i SSL.